# Бетюве

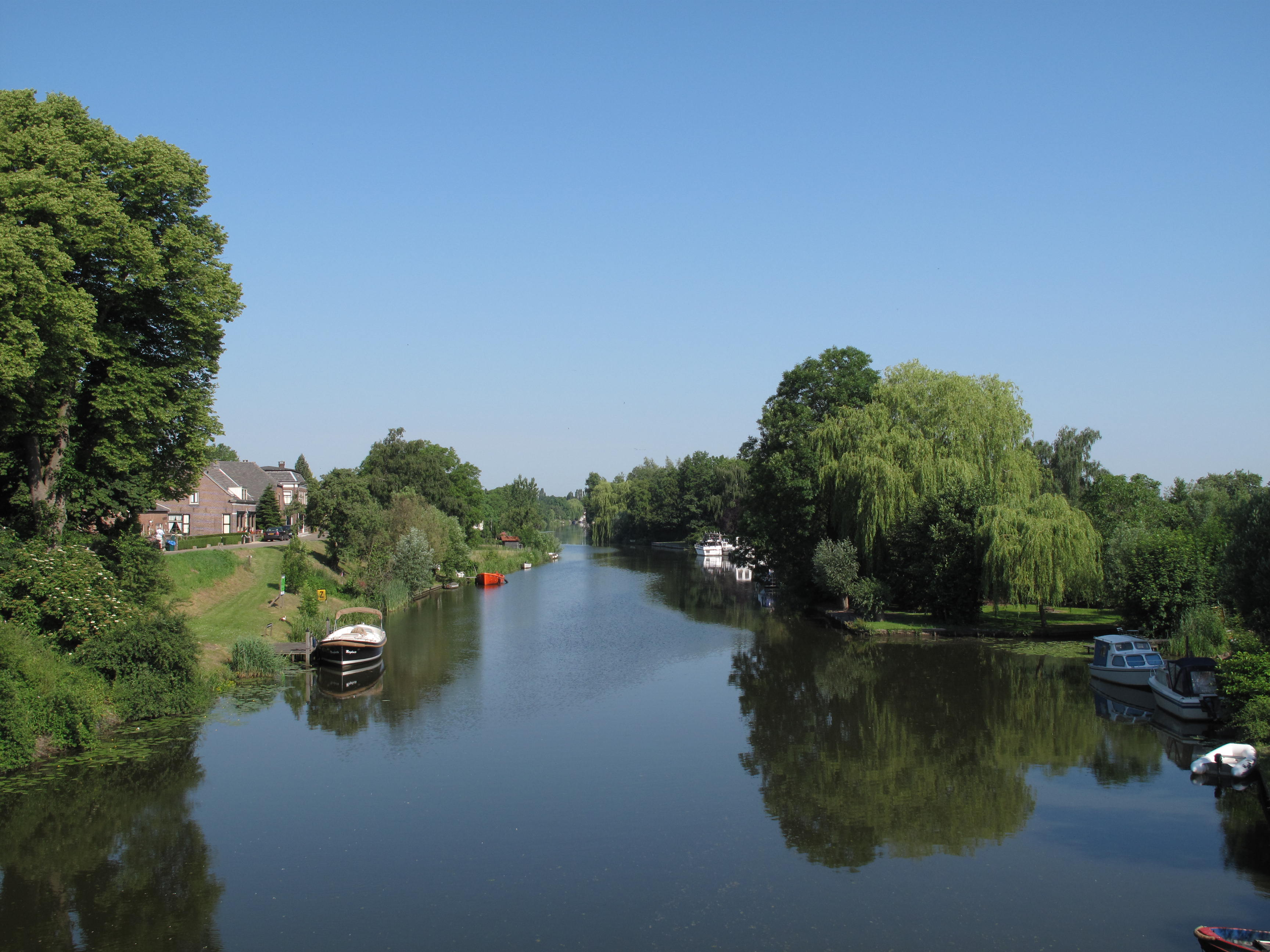
Ландшафт Бетюве

Бетюве  (нидерл. Betuwe) — территория в провинции Гелдерланд.
Область расположена между рекой Вал на юге и реками Нижний Рейн и Лек на севере.
Главный город Бетюве — Тил, до 1993 года в нём располагалась кондитерская фабрика Dе Betuwe. Сама область является центром нидерландского садоводства. Почвы Бетюве считаются одними из самых плодородных в стране. Однако, часть территории в некоторые годы страдает от наводнений. В 1995 году часть населения даже была эвакуирована.
Считается, что название произошло от древнегерманского batawjo («добрая земля») в противоположность более северной Велюве («бесплодная земля»). По другой версии, местность получила название от германского племени батавов.